# جامعه محافظت از بناهای باستانی
جامعه محافظت از ساختمان‌های باستانی (انگلیسی: Society for the Protection of Ancient Buildings) یا به اختصار SAPB (یا آنتی‌اسکریپ) سازمانی نظارتی بود که ویلیام موریس، فیلیپ وب، و دیگران آن را در ۱۸۷۷ علیه «نوسازی» مخرب ساختمان‌های باستانی در دروان ویکتوریایی انگلستان تأسیس کردند. کلمهٔ باستانی (ancient) در عنوان این سازمان بیشتر به معنای «بسیار قدیمی» بود تا معنای امروزی آن (دوران پیش از قرون وسطی).